# Necati Şaşmaz
Muhammed Necati Şaşmaz (15 dicembre 1971) è un attore turco, conosciuto principalmente per il ruolo di Polat Alemdar, protagonista della popolare serie televisiva Kurtlar Vadisi  e i suoi spin-off, tra cui Kurtlar Vadisi Irak.

## Biografia
Necati Şaşmaz proviene da una famiglia di origine Zaza di Harput, Elazığ, in Turchia; è il figlio maggiore di Abdülkadir Şaşmaz. Studia management turistico e alberghiero, sia in Turchia che in Canada. Vive negli Stati Uniti per sei anni prima di fare ritorno in Turchia per visitare i genitori. Pianifica di rientrare negli Stati Uniti il giorno 11 settembre 2001, ma gli attacchi terroristici nello stesso giorno lo portarono a cancellare il volo e a continuare la sua vita in Turchia.
A Istanbul, Necati Şaşmaz incontra il noto regista turco Osman Sınav, che gli offre il ruolo di protagonista ne La Valle dei Lupi. Egli interpreta il personaggio Polat Alemdar nella serie e nel film. Attualmente, recita in un altro spin-off della serie originale, intitolato Kurtlar Vadisi: Pusu (La Valle dei Lupi: L'agguato).
È sposato con Nagehan Kaşıkçı, che rappresenta la nipote nel precedente Kurtlar Vadisi.

## Filmografia

### Cinema
- Kurtlar Vadisi: Irak, regia di Serdar Akar (2006)
- Kurtlar Vadisi: Filistin, regia di Zübeyr Şaşmaz (2011)
- Kurtlar Vadisi: Vatan, regia di Serdar Akar (2017)

### Televisione
- Kurtlar Vadisi - serie TV, (2003-2005)
- Ekmek Teknesi - serie TV, (2005)
- Kurtlar Vadisi: Terör - serie TV, (2007)
- Kurtlar Vadisi Pusu - serie TV, (2007-2015)
- Halil İbrahim Sofrası - serie TV, (2010)
- Kurt Kanunu - serie TV, (2012)
- Kara Kutu - serie TV, (2015) - produttore